# Thyridoplites
Thyridoplites är ett släkte av steklar. Thyridoplites ingår i familjen brokparasitsteklar.
Kladogram enligt Catalogue of Life:
| Thyridoplites | \| \| Thyridoplites fascipennis \| \| \| \| \| \| Thyridoplites hildegardae \| \| \| \| |
|               | \| \| Thyridoplites fascipennis \| \| \| \| \| \| Thyridoplites hildegardae \| \| \| \| |
|               | Thyridoplites fascipennis                                                               |
|               |                                                                                         |
|               | Thyridoplites hildegardae                                                               |
|               |                                                                                         |